# Woytkowskia scorpiona
Woytkowskia scorpiona är en skalbaggsart som beskrevs av Lane 1966. Woytkowskia scorpiona ingår i släktet Woytkowskia och familjen långhorningar. Inga underarter finns listade i Catalogue of Life.